# BANIF
Banco Internacional do Funchal (BANIF) je soukromá portugalská banka se sídlem na Madeiře. Vznikla 15. ledna 1988 převzetím aktiv a pasív zaniklé Caixa Económica do Funchal. Mluvčím zakládající skupiny byl Horácio da Silva Roque, první prezident banky.
Banka má pobočky v Jižní Americe a v Jižní Africe. Od roku 1996 je obchodována na burzách v Lisabonu a v Portu, od roku 2002 v New Yorku.

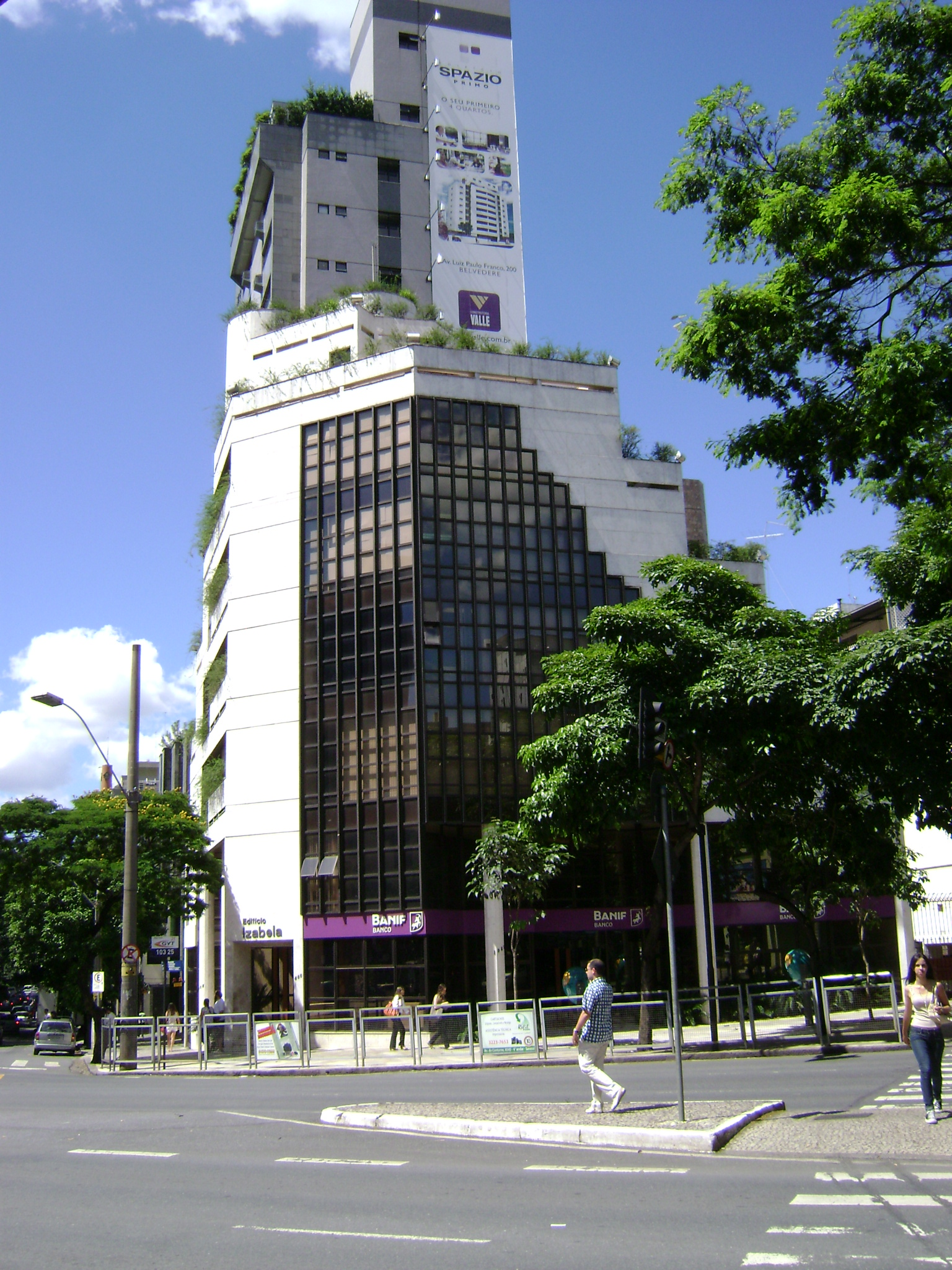
Pobočka BANIF v Belo Horizonte, Brazílie.